# NGC 730
NGC 730是位於雙魚座的恆星。法國天文學家紀堯姆·比古爾丹在1885年11月7日記使用30.48厘米的折射望遠鏡發現了這顆恆星的位置。